# 廷代尔浸信会
廷代尔浸信会教堂（Tyndale Baptist Church）是一座浸信会教堂，位于英格兰布里斯托尔雷德兰的白色丽人路（Whiteladies Road）。
该教堂成立于1869年，以服务雷德兰不断增长的人口。建造新教堂的资金由纸业巨子E. S. 罗宾逊主持的一个委员会在1866年筹集。 第一任牧师是浸信会主席理查德·格洛弗牧师（1837-1919），并积极促进大英浸信会差会的海外传教工作。
该堂的几名信徒在布里斯托尔的公共生活中表现突出。1899年的第一任布里斯托尔市长大人赫伯特·阿什曼爵士，正是由格洛弗牧师施浸。爱德华·罗宾逊是E.S. 罗宾逊的儿子，1908年担任市长大人。布里斯托尔北区的议员代表查尔斯·汤森，曾担任该堂教会秘书超过20年。
1941年，该堂在二战期间中被炸，1955年重建并重新开放。 新教堂收藏了花窗玻璃艺术家、E.S. 罗宾逊的孙子阿诺德·罗宾逊的一些最好的作品。最精美的窗户在耳堂的两端，一扇描绘本仁約翰的《天路历程》，另一扇描绘威廉·廷代尔的生平。